# سه‌جمله‌ای
سه‌جمله‌ای (انگلیسی: Trinomial) در جبر مقدماتی به چندجمله‌ای گفته می‌شود که شامل سه تک‌جمله‌ای است.

## نمونه‌ها
1. {\displaystyle 3x+5y+8z} با متغیرهای {\displaystyle x,y,z}
2. {\displaystyle 3t+9s^{2}+3y^{3}} با متغیرهای {\displaystyle t,s,y}
3. {\displaystyle 3ts+9t+5s} با متغیرهای {\displaystyle t,s}
4. {\displaystyle Px^{a}+Qx^{b}+Rx^{c}} که در آن {\displaystyle x} متغیر ثابت است و {\displaystyle a,b,c} مقادیر ثابت نامنفی صحیح و {\displaystyle P,Q,R} ضرایب دلخواه هستند.

## معادله سه‌جمله‌ای
معادله سه‌جمله‌ای یک معادله چند جمله ای است که شامل سه جمله است. به عنوان مثال معادله  {\displaystyle x=q+x^{m}}

### برخی از سه جمله‌ای‌های برجسته
- اتحاد جمع یا تفاضل مکعبات:

{\displaystyle (a^{3}\pm b^{3})=(a\pm b)(a^{2}\mp ab+b^{2})}
- نوع مخصوصی از سه جمله‌ای‌ها را می‌توان به فرم زیر تجزیه کرد:

{\displaystyle x^{2n}+sx^{n}+p=(x^{n}+a_{1})(x^{n}+a_{2}),}
{\displaystyle {\begin{aligned}a_{1}+a_{2}&=s\\a_{1}\cdot a_{2}&=p.\end{aligned}}}